# 東京都高等学校定時制通信制駅伝兼ロードレース大会
東京都高等学校定時制通信制駅伝兼ロードレース大会（とうきょうとこうとうがっこうていじせいつうしんせいえきでんけんロードレースたいかい）は、東京都教育委員会と東京都高体連が共同主催する、毎年1月に行われる定時制通信制の生徒が参加する駅伝大会兼ロードレース大会。

## 概要
男子は12km 4区間で行われる。女子は6Kmで3区で一区間2Km。ロードレースは3kmで男女同時スタート。
板橋区の戸田橋付近の荒川の土手沿いのサイクリングコースで行われる。昔は多摩川土手沿いのサイクリングコースで行われていた。2017年度より葛飾区の木根川橋発着3km周回コースに変更。定時制通信制高校の駅伝大会は東京都のみ実施であり、全日制高校と違い全国大会はない。距離が短く主催に陸連がないため公式の大会ではなくあくまで東京都高体連定時制通信制陸上競技部の独自の大会である。

## 区間キロ
- 男子
  - 各区間3kmで4区間12kmで行われている。昔は15kmで最終区間は6km。
- 女子
  - 各区間は2kmで3区間。

## ロードレース
ロードレースは3kmで行われ個人と団体戦で行われる。団体戦は上位3人の記録を合算して争われる。女子は個人戦のみ。後駅伝と同じくオープン参加がありこちらも公式には残らない。ロードレースは長距離選手以外の選手が出るので男女含め100名弱の参加があり参加数は多い。

## 駅伝
参加数は十数チームで基本的に男子のみで、女子は、2018年より行われる予定。オープン参加もあるが、オープン参加は高体連に登録されていない選手が出る場合であり、記録は公式には残らない。卒業生や教員が参加する事があり、年々参加人数が増えている。現役のチーム数は年によって変動はある。

## 沿革
- 1943年(昭和23年)第1回大会
- 2016年(平成28年)第67回大会実施
- 2017年(平成29年)より会場を葛飾区の木根側橋発着の3km周回コースに変更
- 2018年(平成30年)より女子駅伝が行われるようになった